# Charles D. Fredricks
Pour les articles homonymes, voir Fredricks.
Charles DeForest Fredricks, né le 11 décembre 1823 et mort le 25 mai 1894, est un photographe américain novateur. 

## Biographie
Fredricks apprend l'art du daguerréotype à New York grâce à Jeremiah Gurney, alors qu'il travaille comme casemaker pour Edward Anthony. En 1843, à la suggestion de son frère, Fredricks se rend à Angostura, aujourd'hui Ciudad Bolívar, au Venezuela. Ses affaires l'amène au Pará, au Rio Grande, Montevideo et Buenos Aires. Il connaît un grand succès en Amérique du Sud, où il reste jusqu'au début des années 1850. 
Après une brève période à Charleston, en Caroline du Sud, Fredricks s'installe à Paris en 1853. C'est là qu'il devient le premier photographe à créer des portraits grandeur nature, que des artistes (comme Jules-Émile Saintin  ) sont engagés pour colorier au pastel. 
De retour à New York, il rejoint Jeremiah Gurney, bien qu'il ne soit pas clair s'il était à l'origine partenaire ou employé. En 1854, il met au point un premier procédé d'agrandissement des photographies. Son partenariat avec Gurney prend fin en 1855. 
Pendant la deuxième moitié de la décennie, il dirige un studio à La Havane. Là, il reçoit des prix pour ses couleurs à l'huile et ses aquarelles. Dans les années 1860, il exploite à Broadway un studio réputé pour ses cartes de visites. Au début des années 1860, Charles Fredricks photographie personnellement John Wilkes Booth (l'assassin du président Lincoln) à plusieurs reprises dans son studio. Il prend sa retraite de la photographie en 1889 et meurt cinq ans plus tard. 